# Dirophanes mysticus
Dirophanes mysticus är en stekelart som först beskrevs av Wesmael 1855.  Dirophanes mysticus ingår i släktet Dirophanes och familjen brokparasitsteklar. Inga underarter finns listade i Catalogue of Life.